# Jaren Lewison
Jaren Lewison (ur. 9 grudnia 2000) – amerykański aktor, znany z roli Bena w serialu Jeszcze nigdy.

## Życiorys
Dorastał w Dallas. Ma siostrę o imieniu Mikayla. Uczęszczał do Levine Academy, konserwatywnej żydowskiej szkoły. W latach 2019–2022 studiował psychologię na Uniwersytecie Południowej Kalifornii.
Jego debiut aktorski miał miejsce w 2008 roku w serialu Barney i przyjaciele. Największą rozpoznawalność przyniósł mu serial Jeszcze nigdy.

## Filmografia

### Seriale
| Rok       | Tytuł                | Rola          |
| --------- | -------------------- | ------------- |
| 2008–2009 | Barney i przyjaciele | Joshua        |
| 2010      | Lone star            | Młody Robert  |
| 2012      | Bad Fairy            | Roman DiRizzo |
| 2015      | Away and Back        | Kyle Peterson |
| 2020–2023 | Jeszcze nigdy        | Ben Gross     |

### Filmy
| Rok  | Tytuł                    | Rola            |
| ---- | ------------------------ | --------------- |
| 2014 | Uwiązani                 | Jack Truby      |
| 2015 | Beyond the Farthest Star | Młody Adam      |
| 2015 | A Horse Tale             | Jackson         |
| 2018 | Berek                    | 18-letni Hoagie |
| 2019 | 90 Feet from Home        | Młody Tommy     |